# T18 Boarhound
Der T18 Boarhound war ein US-amerikanischer Panzerspähwagen des Zweiten Weltkriegs, der nur in geringer Zahl, hauptsächlich für die British Army, produziert wurde.

## Geschichte
Das Ordnance Departement der US Army wollte 6×6- und 8×8-Radpanzerentwürfe für den Einsatz als Spähpanzer prüfen. Der erste Prototyp wurde 1942 vom Rüstungshersteller Yellow Coach gefertigt. Der T18 sollte vor allem durch eine vergleichsweise starke Panzerung von bis zu 50,8 mm überzeugen. Als Bewaffnung war vorerst eine 37-mm-Kanone mit zwei Maschinengewehren als Sekundärbewaffnung vorgesehen, wobei eines koaxial zur Hauptwaffe im Turm und das andere in der Wannenfront angebracht war. Insgesamt betrug das Gesamtgewicht des Fahrzeugs deutlich über 26 Tonnen, was damals dem Gewicht eines mittleren Kampfpanzers wie dem des deutschen Panzerkampfwagen IV entsprach. Später wurde entschieden, mit der britischen Ordnance QF-6-Pfünder-7-cwt im Kaliber 57 mm eine stärkere Hauptwaffe einzubauen. Diese Version sollte später unter der Bezeichnung T18E2 Boarhound produziert werden. Für diese Modifikation interessierte sich vor allem die British Army, die anfangs etwa 2500 Fahrzeuge orderte. Für die Ansprüche der US Army an einen Spähpanzer war das Fahrzeug zu schwer. Nachdem aber die Produktionskosten stark zunahmen und die Geländegängigkeit des Panzers nicht den Erwartungen entsprach, entschieden die Briten nach 30 gebauten Fahrzeugen, die Fertigung abzubrechen. Der T18 Boarhound wurde nie im Gefecht verwendet.
Das einzige noch erhaltene Exemplar ist im Panzermuseum Bovington zu besichtigen.

## Varianten
- T18: ursprüngliche Version mit 37-mm-Kanone
- T18E1: 6×6-Version; Entwicklung wurde eingestellt
- T18E2: Version mit 57-mm-Kanone